# Tarahumara (språk)
Tarahumara (eget namn rarámuri) är ett uto-aztekiskt språk som talas av omkring 70 000 tarahumaraner i delstaten Chihuahua i norra Mexiko.
Det finns fem huvuddialekter av tarahumara: central (55 000 talare, varav 10 000 enspråkliga), låglands (15 000 talare), nordlig (300 talare), sydostlig (ingen uppgift) och sydvästlig (under 100 talare). De fem olika varianterna kan räknas som individuella språk. Enligt Mexikos folkräkning 2010 fanns det 85 018 talare av tarahumara som räknades som ett språk.

## Fonologi

### Konsonanter
|             | Bilabial | Alveolar | Retroflex | Palatal | Velar  | Glottal |
| ----------- | -------- | -------- | --------- | ------- | ------ | ------- |
| Nasal       | m        | n        |           |         |        |         |
| Klusil      | p \| b   | t        |           |         | k \| g | ʔ       |
| Affrikat    |          | ts       |           | ʧ       |        |         |
| Frikativ    | β ~ β̞    | s        |           | ʃ       | ɣ      | h       |
| Likvid      |          | r ~ ɾ    | ɻ         |         |        |         |
| Approximant |          |          |           | j       |        |         |

Källa:

### Vokaler
|              | Främre | Central | Bakre |
| ------------ | ------ | ------- | ----- |
| Sluten       | i      |         | u     |
| Mellansluten | e      | ə       | o     |
| Öppen        |        | a       |       |

Källa: